# 106 Dywizja Piechoty (III Rzesza)
106 Dywizja Piechoty (niem. 106. Infanterie-Division) – niemiecka dywizja z czasów II wojny światowej, sformowana na mocy rozkazu z 22 listopada 1940, w 12. fali mobilizacyjnej na poligonie Wahn w VI Okręgu Wojskowym.

## Szlak bojowy
Dywizja była aktywna na froncie wschodnim w ramach Grupy Armii Środek. Walczyła o Wilno, Smoleńsk, Wiaźmę i Klin. Zimą 1941–1942 poniosła ciężkie straty pod Moskwą i została wycofana do Francji w celu odbudowy. Powróciła na front wiosną 1943, walczyła o Krzemieńczuk i Kirowohrad, jesienią z dywizji pozostała słaba gruba bojowa, którą w lutym 1944 r. wzmocniono pododdziałami Dywizji Szkieletowej Milowitz. Jednostka walczyła nadal w czasie operacji odwrotowej przez Dniepr i broniła linii rzeki Prut w Rumunii. Ostatecznie została rozbita pod Kiszyniowem latem 1944.
106 Dywizję Piechoty odbudowano pospieszne w Oberheim na terenie Niemiec  24 marca 1945., nie osiągnęła jednak pełnych stanów osobowych. Do końca wojny przebywała w Schwarzwaldzie, gdzie poddała się wojskom amerykańskim w maju 1945.

## Struktura organizacyjna
- Struktura organizacyjna w listopadzie 1940:

239., 240. i 241. pułki piechoty, 107. pułk artylerii, 106. batalion pionierów, 106. oddział rozpoznawczy, 106. oddział przeciwpancerny, 106. oddział łączności, 106. polowy batalion zapasowy;
- Struktura organizacyjna w listopadzie 1943:

39. grupa dywizyjna (113. i 114. grupa pułkowa), 239. i 240. pułk grenadierów, 107. pułk artylerii, 106. batalion pionierów, 106. dywizyjny batalion fizylierów, 106. oddział przeciwpancerny, 106. oddział łączności, 106. polowy batalion zapasowy;
- Struktura organizacyjna w kwietniu 1945:

113., 239. i 240. pułk grenadierów, 107. pułk artylerii, 106. batalion pionierów, 106. oddział przeciwpancerny, 106. oddział łączności, 106. polowy batalion zapasowy;

## Dowódcy
- Generalmajor Ernst Dehner 28.12.1940 – 03.05.1942;
- Generalleutnant Alfons Hitter 03.05.1942 – 01.12.1942;
- Generalleutnant Arthur Kullmer 01.12.1942 – 01.01.1943;
- Generalleutnant Werner Forst 01.01.1943 – 20.01.1944;
- Generalleutnant Siegfried von Rekowski 20.01.1944 – VIII 1944;
- Oberst Rintenberg III 1945 – 08.05.1945;